# Szloma Herszenhorn
Szloma Herszenhorn (jid. ‏שלמה הערשענהארן‎; ur. 23 maja 1888 w Lublinie, zm. 2 stycznia 1953 w Melbourne) – polski lekarz, działacz społeczny, członek Bundu, po II wojnie światowej organizator pomocy polskim Żydom, którym udało się przetrwać wojnę.

## Życiorys
Był synem Jakuba i Nechamy, właścicieli największej lubelskiej drukarni żydowskiej na przełomie XIX i XX wieku. Odebrał tradycyjne wykształcenie religijne, uczęszczał do chederów i jesziwy w rodzinnym mieście. Uzyskał również edukację świecką w gimnazjum rządowym w Lublinie oraz u prywatnych nauczycieli.
W 1903 roku zetknął się z Bundem i zaangażował się w działalność lubelskiego oddziału partii. Jego mentorami byli prominentni działacze Sara Szweber i Nachum Chanin. W 1904 roku, zagrożony aresztowaniem, opuścił Lublin i zamieszkał w Puławach, gdzie ukończył gimnazjum. Następnie podjął studia na uniwersytetach we Wrocławiu, Heidelbergu i w Pradze. 10 lipca 1918 roku otrzymał dyplom lekarza na Uniwersytecie w Pradze (specjalizacja: dermatologia). Po ukończeniu studiów powrócił do Polski, gdzie wstąpił do Wojska Polskiego i brał udział w wojnie polsko-bolszewickiej, służąc w szpitalu polowym nr 1014 przy 21 Dywizji Piechoty. Został zwolniony z czynnej służby wojskowej w stopniu porucznika i w czerwcu 1921 roku powrócił do Lublina. 
W Lublinie prowadził prywatną praktykę lekarską, pracował także w żydowskiej przychodni zdrowia, Szpitalu Żydowskim i Szpitalu św. Józefa. Był również lekarzem szkolnym w gimnazjum Róży Szperowej oraz zasiadał w radzie Szpitala Żydowskiego. Angażował się w życie kulturalne i społeczne miasta. Był aktywnym członkiem i od 1935 roku przewodniczącym Towarzystwa Ochrony Zdrowia, prowadził wykłady z zakresu higieny na Żydowskim Uniwersytecie Ludowym, a także organizował półkolonie dla żydowskich dzieci z biednych rodzin oraz udzielał darmowej pomocy lekarskiej ubogim. W związku z tym nazywany był „Judymem z Lublina”. Był działaczem związkowym, udzielał się również w organizacji ORT, instytucjach kredytowych oraz w Kultur-Lige. Wszedł w skład komitetu budowy Domu Ludowego im. I.L. Pereca. Współpracował z czasopismami, m.in. „Lubliner Sztyme” i „Naje Folkscajtung”.
W 1926 roku został ciężko pobity przez członków tzw. Straży Narodowej, broniąc sztandaru Bundu podczas napadu SN na przemarsz idący ulicą Nową. W latach 1927–1939 był radnym Lublina jako członek Komitetu Miejskiego Bundu. Był pierwszym Żydem na stanowisku wiceprezesa Rady Miejskiej, pełniąc tę funkcję w latach 1927–1929. Od lipca 1927 roku był stałym delegatem rady miejskiej w Komitecie Rozbudowy m. Lublina, był również przewodnicząccym Komisji Opieki Społecznej od maja 1928 roku. Od grudnia 1936 roku zasiadał w Radzie Gminy Wyznaniowej Żydowskiej w Lublinie.
Po wybuchu II wojny światowej przedostał się na tereny zajęte przez Związek Radziecki. Przebywał na Kresach Wschodnich, a przejściowo także na Litwie, gdzie zaangażował się w działalność Jointu i ORTu. Po ataku III Rzeszy na ZSRR wyjechał w głąb Rosji, pracował przez pewien czas jako kierownik punktu medycznego w Czelabińsku. W wyniku czystek, w 1942 roku jako bundowiec został aresztowany i osadzony w więzieniu. W 1943 roku został zwolniony i mianowany szefem medycznym 1 Dywizji Piechoty im. Tadeusza Kościuszki. Do Lublina powrócił w lipcu 1944 roku w stopniu majora, w szeregach 1 Armii Wojska Polskiego. Jego żona Hela i syn Dawid pozostali w Lublinie i nie przeżyli wojny. Trafili do miejscowego getta, a po jego likwidacji syn trafił do getta na Majdanie Tatarskim.
8 sierpnia 1944 roku został kierownikiem Referatu do spraw Pomocy Ludności Żydowskiej przy Polskim Komitecie Wyzwolenia Narodowego. Wszedł również w skład Miejskiej Rady Narodowej w Lublinie, gdzie został przewodniczącym Komisji Opieki Społecznej. Jesienią 1944 roku wszedł w skład Centralnego Komitetu Żydów w Polsce, którego został wiceprzewodnicącym. Pełnił również funkcję szefa Referatu Opieki nad Dzieckiem CKŻP. Został również członkiem Komitetu Centralnego Bundu. Pomagał Żydom, opuszczającym swe kryjówki na terenach wyzwolonych lub przechodzącym przez front. Zajmował się m.in. grupą dzieci ocalonych z obozu zagłady na Majdanku.
Od lutego 1945 roku przebywał w Warszawie. Był członkiem prezydium Komitetu Ziomków Lubelskich, wiosną 1947 roku brał udział w Pierwszym Krajowym Zjeździe Lubliniaków, podczas którego został wybrany na członka kolegium redakcyjnego księgi pamięci Lublina. Współpracował z TOZ i ORT, z ramienia organizacji kilkukrotnie przebywał w Europie Zachodniej i Ameryce Północnej. W latach 1946–1948 był członkiem redakcji gazety „Dos Naje Lebn”.
W 1948 rok nielegalnie przekroczył granicę polsko-czechosłowacką, następnie przez Niemcy i Francję przedostał się do Izraelu. Kierował tam przez pewien czas domem starców w Ramli. W 1950 roku wyjechał do Australii, zamieszkał w Melbourne. Zaangażował się w działalność australijskiego Bundu, działalność kulturalną oraz społeczną, był m.in. członkiem redakcji gazety „Undzer Gedank”.
Był dwukrotnie żonaty. W 1914 roku wziął ślub z Anną Śpiewak, z którą miał syna Daniela (ur. 1919), który zginął najprawdopodobniej podczas likwidacji getta w Lublinie. Jego drugą żoną była Lea Śpiewakk, siostra pierwszej żony.